# Усенко, Константин Степанович
Константин Степанович Усенко (1920—2004) — советский лётчик бомбардировочной авиации ВВС ВМФ, участник Великой Отечественной войны, Герой Советского Союза (5.11.1944). Полковник (9.04.1952).

## Биография
Родился 20 апреля 1920 года в селе Поповка (ныне — посёлок городского типа Заречное в Краматорском районе Донецкой области Донецкой области Украины). После окончания химического техникума работал техником на Славянском химическом заводе, работу совмещал с учёбой в аэроклубе. 
В 1938 году призван на службу в Рабоче-крестьянскую Красную Армию. В 1940 году окончил Ворошиловградскую военную авиационную школу лётчиков. С октября 1940 года служил в 13-м скоростном бомбардировочном авиационном полку ВВС Белорусского Особого военного округа. Полк базировался в районе Белостока недалеко от границы и ему 22 июня 1941 года пришлось вступить в войну одним из первых.
С июня 1941 года — на фронтах Великой Отечественной войны. Участвовал в Белостокско-Минском и в Смоленском оборонительных сражениях. Уже за боевые заслуги первых месяцев войны на Западном фронте, где совершил 35 боевых вылетов, К. Усенко был представлен к званию Героя Советского Союза, однако представление к награде затерялось. В боевом вылете 20 августа 1941 года самолёт был атакован группой немецких истребителей и загорелся, лётчик был ранен и получил ожоги лица 1-2-й степеней, ожоги рук 2-й степени, переходящие в 3-ю степень. Лечение от ран и ожогов проходил в 1-м Московском Коммунистическом военном госпитале. После выздоровления направлен на переобучение и переформирование в запасную авиачасть в Казахской ССР.
С июня 1942 года – лётчик Особой морской авиационной группы Северного флота, выполнял задачи на Белом и Баренцевом морях по прикрытию с воздуха союзных конвоев на двухместном всепогодном истребителе дальнего действия Пе-3. 
В ноябре 1942 года после расформирования Особой авиагруппы лётчик был зачислен в состав 651-го истребительного авиационного полка Московского фронта ПВО. Но поскольку немецкая авиация тогда от налётов на Москву уже была вынуждена фактически отказаться, служба сводилась к полётам на патрулирование. Затем Константина Усенко вообще зачислили в тыловую авиачасть, в состав перегоночной эскадрильи.
После настойчивых просьб в марте 1943 года лейтенант К. Усенко вернулся в действующую армию на должность командира звена в 73-й пикировочно-бомбардировочный авиационный полк ВВС Балтийского флота. Участвовал в обороне Ленинграда, отличился в Ленинградско-Новгородской наступательной операции. В декабре 1943 года стал заместителем командира эскадрильи, а в апреле 1944 года повышен в должности до командира эскадрильи. 22 февраля 1944 года приказом Наркома ВМФ № 28 за мужество и героизм, проявленные в боях со врагом, полк был удостоен гвардейского звания и преобразован в 12-й гвардейский пикировочно-бомбардировочный авиационный полк ВВС Балтийского флота.
Участвовал в операции по потоплению в финском порту Котка немецкого крейсера ПВО «Ниобе» (тогда считалось, что обнаруженный корабль является финским броненосцем береговой обороны «Вяйнямёйнен») 16 июля 1944 года, в которой было задействовано 137 самолётов авиации флота. Гвардии капитан К. Усенко был включён в передовую ударную группу пикирующих бомбардировщиков Пе-2, которую возглавил лично командир полка Василий Раков. В условиях сильного зенитного огня противника группа точно вышла на цель и отбомбилась: было достигнуто 4 прямых попадания авиабомб ФАБ-250 в корабль (одно из этих попаданий на счету экипажа Константина Усенко) и ещё 12 крупных авиабомб разорвались в непосредственной близости от корабля, «Ниобе» сразу же начал крениться. Затем бомбардировщики второй ударной группы также точно накрыли цель и корабль с развороченными надстройками лёг на грунт. 
К сентябрю 1944 года командир эскадрильи 12-го гвардейского пикировочно-бомбардировочного авиаполка 8-й минно-торпедной авиадивизии ВВС Балтийского флота гвардии капитан Константин Усенко совершил 95 боевых вылетов на бомбардировку скоплений боевой техники и живой силы противника (из них 48 вылетов в качестве ведущего группы), нанеся ему большие потери.
Указом Президиума Верховного Совета СССР от 5 ноября 1944 года за «образцовое выполнение боевых заданий Командования на фронте борьбы с немецкими захватчиками и проявленные при этом отвагу и геройство», гвардии капитану Константину Степановичу Усенко присвоено звание Героя Советского Союза с вручением ордена Ленина и медали «Золотая Звезда» за номером 5048.
В феврале 1945 года назначен командиром 12-го гвардейского пикировочно-бомбардировочного Таллинского авиационного полка ВВС Балтийского флота (на момент назначения командиру полка было лишь 24 года!) на место переведённого с повышением на Тихоокеанский флот дважды Героя Советского Союза В. И. Ракова. На этом посту сохранил славные традиции полка, который по-прежнему оставался одной из лучших боевых частей балтийской авиации: за новые боевые отличия 5 апреля 1945 года полк был награжден орденом Красного Знамени и получил наименование «Краснознамённый», а 20 апреля 1945 года полк награждён орденом Ушакова II степени. Участвовал в Восточно-Прусской и Восточно-Померанской наступательных операциях. Сам Константин Усенко за время войны совершил 156 боевых вылетов.
После Победы продолжил службу в военно-морской авиации. Командовал полком до декабря 1946 года. В 1947 окончил Высшие офицерские курсы авиации ВМФ. В мае 1947 года его направили служить на Тихий океан, где в мае – ноябре 1947 года он командовал 7-м гвардейским бомбардировочным авиаполком, с ноября 1947 по 1950 год – 567-м гвардейским бомбардировочным авиационным полком ВВС 5-го ВМФ. Затем убыл учиться в академию. В 1953 году он окончил Военно-морскую академию имени К. Е. Ворошилова. С октября 1953 года — командир 9-го гвардейского минно-торпедного авиационного полка ВВС Северного флота. С ноября 1954 года служил в ВВС Черноморского флота: командир 1676-го минно-торпедного, с 1955 – командир 943-го минно-торпедного авиационных полков ВВС Черноморского флота. С 1957 года служил заместителем начальника штаба, с 1959 года – начальником штаба 2-й гвардейской минно-торпедной авиационной дивизии ВВС Черноморского флота (г. Саки, Крымская область). В декабре 1960 года в звании полковника уволен в запас. 
Проживал в Симферополе. С 1960 года работал сменным начальником аэровокзала Симферополя. В 1992 году вышел на пенсию. Активно занимался общественной деятельностью, с 1993 по 2003 годы был председателем Симферопольского городского Совета ветеранов войны, труда, военной и государственной службы. На выборах городского головы Симферополя 2002 года поддерживал кандидатуру Валерия Ермака.
Скончался 3 мая 2004 года, похоронен на симферопольском кладбище «Абдал».

## Награды
- Герой Советского Союза (5.11.1944)
- Орден Ленина (5.11.1944)
- Два ордена Красного Знамени (30.04.1944, 24.10.1944)
- Орден Ушакова 2-й степени (19.04.1945)
- Два ордена Отечественной войны 1-й степени (6.11.1943, 11.03.1985)
- Орден Красной Звезды (5.11.1954)
- Медаль «За боевые заслуги» (15.11.1950)
- Медаль «За оборону Ленинграда» (1943)
- Другие медали СССР
- Орден Богдана Хмельницкого (Украина, 14.10.1999)[2][неавторитетный источник]

## Память
- На доме, в котором жил Герой с 1984 по 2004 годы, в Симферополе (улица Лермонтова, дом 12) в его честь установлена мемориальная доска (2007)[11].